# Brunneiapiospora javensis
Brunneiapiospora javensis är en svampart som beskrevs av K.D. Hyde, J. Fröhl. & Joanne E. Taylor 1998. Brunneiapiospora javensis ingår i släktet Brunneiapiospora och familjen Clypeosphaeriaceae.   Inga underarter finns listade i Catalogue of Life.